# Vladimir Plahotniuc
Vladimir Plahotniuc, detto Vlad (Pitușca, 1º gennaio 1966), è un politico, dirigente d'azienda, filantropo e oligarca moldavo.
Presidente del Partito Democratico Moldavo dal dicembre 2016 al giugno 2019, è stato membro del Parlamento della Moldavia in tre mandati: dal dicembre 2010 all'ottobre 2013, dal dicembre 2014 al luglio 2015 e dal febbraio 2019 al luglio 2019. Vladimir Plahotniuc ha ricoperto anche la carica di Vicepresidente del Parlamento della Moldavia dal dicembre 2010 al febbraio 2013. È stato un politico di grande influenza, controllando per lunghi periodi la maggioranza parlamentare e il governo moldavo.. È tra gli uomini più ricchi del paese, se non il più agiato.. Si dichiara sostenitore dell'integrazione europea e di buoni rapporti con l'Occidente. Tuttavia, è stato frequentemente criticato da analisti ed editorialisti moldavi, tra cui la giornalista Natalia Morari, che lo ha definito "pro-corruzione".
Vladimir Plahotniuc risiede in Turchia, dopo essere fuggito dalla Moldavia nel giugno 2019.

## Biografia
È nato il 1º gennaio 1966 a Pitușca, nel Distretto di Calaraşi, allora parte della Repubblica Socialista Sovietica Moldava (oggi Moldavia) dell'Unione Sovietica. Come dichiarato da lui stesso, deve la propria formazione alla famiglia. Ha frequentato la scuola secondaria a Grozești, nel Distretto di Nisporeni. Si è diplomato nel 1983 con lode. Nel 1991 ha conseguito una laurea in Ingegneria presso l'Università Tecnica della Moldavia, nella facoltà di Industria e Tecnologia Alimentare. Nel 2002 ha completato una seconda laurea in Economia Aziendale presso la stessa università. Nel 2006 ha completato una terza laurea in Diritto Civile presso l'Università degli Studi Europei della Moldavia.

## Carriera
Tra il 1991 e il 1993 ha ricoperto l’incarico di specialista per la prevenzione e la riabilitazione dei minori autori di reati presso il Centro "Minor", affiliato al Comune di Chișinău. Ha lavorato come economista per la Euro EstHundel Ltd Moldova e per la Voyage Ltd Moldova. Tra il 1995 e il 1998 ha fondato e diretto la Angels Moldovan-American Financial Group fino al 2001. Dal 2001 al 2010 è stato Direttore Commerciale e poi Direttore Generale della Petrom Moldova JSC, occupandosi di importazione e distribuzione di petrolio. All’inizio del 2005 è stato nominato Vice Segretario del Consiglio della banca commerciale Victoriabank, una delle principali banche moldave. Nel 2006 ne è diventato Segretario, carica che ha mantenuto fino al gennaio 2011. Successivamente si è concentrato sulla carriera politica come membro del Partito Democratico Moldavo. Nel 2015 ha fondato ufficialmente la General Media Group e la Radio Media Group.

## Attività politica
Nel 2014, durante le elezioni parlamentari moldave, Plahotniuc ha spiegato le ragioni del suo ingresso in politica: "Sono entrato in politica con i miei affari in corso. Ho voluto restituire qualcosa, non il contrario". Il New York Times descrive Plahotniuc come "un tycoon formalmente filo-occidentale con una reputazione così tossica che persino i suoi amici politici di solito cercano, in pubblico, di prenderne le distanze". Secondo il New York Times, Andrian Candu, Presidente del Parlamento moldavo e stretto collaboratore di Plahotniuc, ha dichiarato che, quando i partiti filo-occidentali hanno preso il potere nel 2009, il tycoon è stato accusato di tutti gli scandali moldavi, inclusa la misteriosa scomparsa di circa un miliardo di dollari dal sistema bancario del Paese. "È stato l'uomo più odiato del Paese perché la gente aveva bisogno di trovare qualcuno da incolpare", ha affermato Candu.
Un ex deputato del Parlamento moldavo ha raccontato che Plahotniuc era riuscito a ottenere la fiducia di Vladimir Voronin, leader filo-russo del Partito Comunista della Moldavia. L’ex deputato ha osservato che, durante la presidenza di Voronin, dal 2001 al 2009, Plahotniuc "era conosciuto tra gli amici e i confidenti di Voronin come il "portafoglio del partito". In cambio dei suoi servigi, riceveva trattamenti privilegiati negli affari e, ben presto, nessuno, tranne Plahotniuc stesso, poteva sapere dove finivano i suoi soldi e dove iniziava il portafoglio del partito". In un'intervista al giornale locale Timpul, Plahotniuc ha dichiarato: "Grazie a Voronin ho conosciuto il Vicepresidente della Romania Ion Iliescu, che mi ha riconosciuto come un importante uomo d'affari, incaricato degli investimenti romeni nella Repubblica Moldava. Naturalmente, essendo il rappresentante di una grande compagnia che contribuiva per il 3% del bilancio statale, era per me obbligatorio avere un canale di comunicazione con l'istituzione presidenziale. Questo ha portato la stampa a considerarmi come un "controverso uomo d'affari".
La sera del 19 novembre 2010, durante una riunione dell'Ufficio Politico del Partito Democratico della Moldavia, fu deciso di collocare Vladimir Plahotniuc al secondo posto nella lista elettorale del partito. Ciò costrinse il tycoon a delegare l'amministrazione delle proprie attività ai suoi manager. Entrò nel Parlamento nel dicembre 2010, carica mantenuta fino all'ottobre 2013, quando fu sostituito. Il 30 dicembre 2010, durante la sessione del Consiglio Politico Nazionale del Partito Democratico, fu nominato Segretario del Partito Democratico della Moldavia. Nello stesso giorno fu eletto Presidente del Parlamento della Repubblica della Moldavia. Fu inoltre nominato membro della Commissione dell'Economia, Bilancio e Finanza all'interno del Parlamento moldavo. Il 19 maggio 2011, con decreto del presidente Marian Lupu, fu istituito il Consiglio Nazionale per la riforma giudiziaria, di cui Plahotniuc divenne Vice Segretario. Nel giugno 2012 fu nominato Primo Vicepresidente del Partito Democratico Moldavo. Il 15 febbraio 2013, fu sfiduciato da diversi membri del PLDM e del PCRM: con 73 voti su 101 parlamentari, la sua carica di Presidente del Parlamento della Moldavia fu abolita. Successivamente, Plahotniuc esortò il Primo Ministro Vlad Filat a dimettersi. Alla fine dell'ottobre 2013 si dimise dalla posizione di membro del Parlamento.
Nel dicembre 2014, è stato rieletto membro del Parlamento e nel luglio 2015 si è nuovamente dimesso dalla sua carica "per concentrarsi sulle sue attività politiche e sulla riforma del partito", come ha dichiarato.
Il 15 ottobre 2015, nel giorno in cui Vlad Filat fu arrestato durante un’indagine riguardante lo scandalo di frode bancaria, Plahotniuc annunciò su Facebook di autosospendersi dalla carica di Primo Segretario del Partito Democratico Moldavo e anche dalla posizione di membro di questo partito, dichiarando: "… per non creare insinuazioni secondo cui influenzerebbe l'indagine sul caso di frode bancaria, e per non causare danno all'immagine del partito".
Il 13 gennaio 2016 Plahotniuc è stato designato dal Partito Democratico come candidato alla carica di Primo Ministro della Moldavia, ma la sua nomina è stata respinta dal Presidente Nicolae Timofti. In una dichiarazione ufficiale, Timofti ha affermato che "Plahotniuc non soddisfa i criteri richiesti per il ruolo di Primo Ministro". Ha inoltre precisato che tra le condizioni per un Primo Ministro vi è quella secondo cui "l'integrità del candidato non deve sollevare dubbi".
Nel 24 dicembre 2016, durante l'ottavo Congresso del Partito Democratico, Plahotniuc è stato eletto Segretario del Partito Democratico Moldavo. Il 6 marzo 2017, ha annunciato che il suo partito avrebbe proposto l'introduzione del sistema di voto uninominale. Due mesi dopo, il 10 maggio 2017, ha reso nota la posizione del partito a favore della riforma dell'amministrazione centrale promossa dal Governo. In una conferenza stampa ha dichiarato che avrebbero mantenuto la propria funzione soltanto nove ministri su sedici.
Tra il 2 e 4 marzo 2017, a Cartagena in Colombia, durante il XV° Congresso, è stato eletto Presidente dell'Internazionale Socialista. Successivamente ha fatto parte della leadership dell'Internazionale Socialista, guidata da Giōrgos Papandreou come Presidente e da Luis Ayala come Segretario Generale. Entrambi sono stati riconfermati nei rispettivi ruoli anche nei quattro anni successivi.
Il 30 marzo 2017, la maggioranza del Parlamento moldavo, controllata dai Democratici, ha approvato il disegno di legge per modificare la Costituzione Moldava al fine di abolire l'immunità parlamentare, mentre i deputati Socialisti e Comunisti hanno contestato l'iniziativa. Nel 2013, Plahotniuc aveva affermato che "L'abolizione dell'immunità dei deputati non è populismo, ma una prova che la classe politica deve offrire alla società".
Nel luglio 2017, al Congresso dell'Internazionale Socialista, durante il suo intervento, Plahotniuc ha chiesto il ritiro delle truppe russe dalla regione orientale della Moldavia.
Nel 2018 ha esortato il Governo a lanciare una campagna per promuovere un programma edilizio denominato Prima casă, ideato per facilitare l'acquisto di immobili da parte dei dipendenti pubblici. All'inizio del 2018 ha inoltre annunciato il lancio del programma nazionale "Drumuri bune pentru Moldova", tradotto in italiano come "Buone strade per la Moldavia". Plahotniuc ha affermato che si sarebbe trattato del più grande progetto di infrastrutture dalla dichiarazione di indipendenza, anche se alcuni esperti lo hanno ritenuto irrealizzabile.
Secondo precedenti sondaggi, Plahotniuc risultava essere il politico moldavo più impopolare, considerato dai cittadini come quello meno degno di fiducia e con l’opinione pubblica più sfavorevole. Nei sondaggi del 2019 relativi ai politici più rispettati della Repubblica di Moldavia, Vladimir Plahotniuc si è classificato al 3º e 5º posto tra i politici nei quali i moldavi riponevano maggiore fiducia.
Alle elezioni parlamentari in Moldavia del 2019 è stato eletto membro del Parlamento della Moldavia per il Partito Democratico della Moldavia nel collegio uninominale n° 17 di Nisporeni. Dopo la sconfitta nella formazione del governo, causata da una coalizione tra un partito filorusso e uno pro-europeo che portò all’elezione di Maia Sandu come primo ministro, il 24 giugno 2019 Vladimir Plahotniuc si è dimesso dalla carica di presidente del Partito Democratico della Moldavia. Un mese più tardi, il 30 luglio 2019, ha rinunciato anche al mandato parlamentare.

### Diplomazia parlamentare

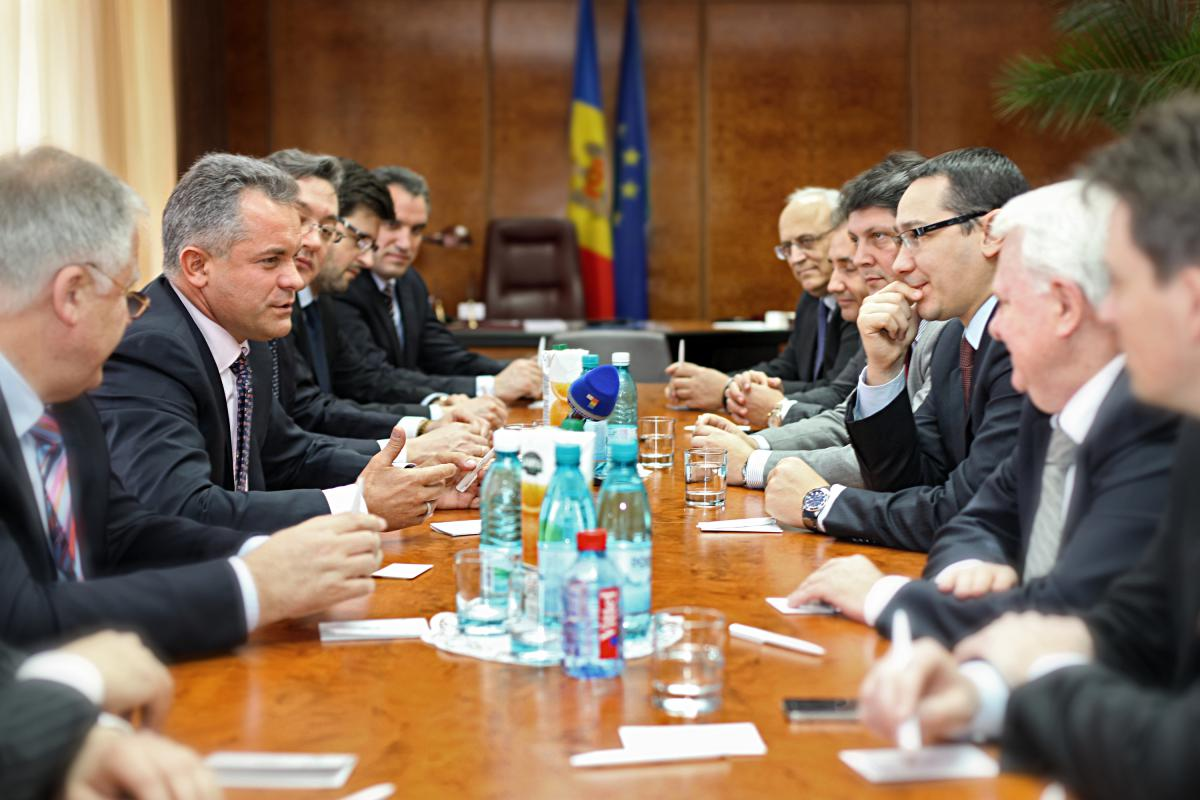
Vlad Plahotniuc con Victor Ponta

Come Presidente del Parlamento della Repubblica di Moldavia, Vladimir Plahotniuc ha partecipato a diverse missioni all’estero.
È anche membro dell'Assemblea Interparlamentare degli Stati membri della CSI e del Gruppo di Amicizia Parlamentare con Svizzera, Grecia e Ungheria.
In qualità di Segretario del Partito Democratico di Moldavia, affiliato al PSE e all’Internazionale Socialista — organizzazione mondiale dei partiti socialdemocratici, socialisti e laburisti — Vlad Plahotniuc ha incontrato in più occasioni Luis Ayala, oltre a vari leader e rappresentanti del PSE, a Bruxelles.

### Posizione sulla politica estera
Plahotniuc ha dichiarato in un'intervista esclusiva al sito di notizie moldavo Deschide.md che "la Repubblica di Moldavia non cancellerà né rinegozierà l'Accordo di Associazione con l'Unione Europea, e non firmerà un Accordo con l'Unione Euro-Asiatica", definendo le dichiarazioni di Igor Dodon a Mosca come mera retorica elettorale. In merito alla visita ufficiale del Presidente Igor Dodon a Mosca, Plahotniuc ha ribadito l’impegno del Partito Democratico a mantenere salda la direzione pro-europea della Moldavia ed ha affermato che il rapporto con l'UE deve restare prioritario nella politica estera.
Il 7 gennaio 2017 Plahotniuc ha inviato un messaggio al neo presidente eletto Donald Trump; la dichiarazione ha espresso la visione del leader del partito: ″La Moldavia è desiderosa di diventare un ponte tra Est e Ovest, non un campo di battaglia per le potenze mondiali″.
Come Segretario del Partito Democratico della Moldavia, si è espresso con fermezza contro l’eventualità di un’annessione della Moldavia alla Russia. Il Partito Democratico della Moldavia ha ribadito più volte la propria adesione ai principi occidentali, tra cui la democrazia.
Durante la sua presidenza del Partito Democratico, ha incontrato numerosi rappresentanti statunitensi ed europei. Tra i risultati conseguiti vi è la sottoscrizione di risoluzioni a sostegno della Moldavia nella Camera dei Rappresentanti degli Stati Uniti, da parte di David Price e Pete Olson, a seguito di ripetuti incontri ufficiali. La risoluzione riaffermava il sostegno degli Stati Uniti all’integrità territoriale della Moldavia e alla soluzione del conflitto in Transnistria, promuovendo anche il rafforzamento della cooperazione tra Moldavia e Stati Uniti.

## Uomo d'affari
Vladimir Plahotniuc ha operato in diversi settori imprenditoriali: petrolifero, finanziario-bancario, alberghiero, dei media e immobiliare.
In un'intervista televisiva rilasciata nel 2010, Plahotniuc ha raccontato di aver avuto “il primo assaggio del successo negli affari” nel 1996, quando insieme ad alcuni collaboratori avviò la produzione di vino destinato all’esportazione verso la Russia. Cinque anni più tardi divenne direttore vendite presso OMV Petrom Moldova, una compagnia del settore petrolifero. Dopo aver conseguito una laurea in gestione aziendale e in giurisprudenza, fu nominato direttore generale della stessa azienda. Parallelamente, fu eletto nel consiglio direttivo di una delle maggiori banche commerciali della Moldavia, la Victoriabank.
Plahotniuc è il titolare unico della società Prime Management SRL, costituita nel settembre 2010, che nel 2015 ha registrato ricavi per 34 milioni di lei (circa 7,8 milioni di euro).
Il New York Times ha descritto Plahotniuc come “il più temuto tycoon” della Moldavia. In un rapporto pubblicato dalla Carnegie Endowment for International Peace, intitolato "La struttura della corruzione in Moldavia", Plahotniuc è indicato come il principale controllore di una rete di potere esterna al governo. Il documento ipotizza che il sospetto trasferimento di circa un miliardo di dollari, rilevato in un'indagine commissionata dalla banca centrale, fosse interpretato come una manovra della rete vicina a Plahotniuc per eliminare la concorrenza rappresentata dalla rete facente capo all’allora primo ministro Vladimir Filat, anch’egli coinvolto nell’inchiesta.

### Associazione delle persone d'affari della Moldavia

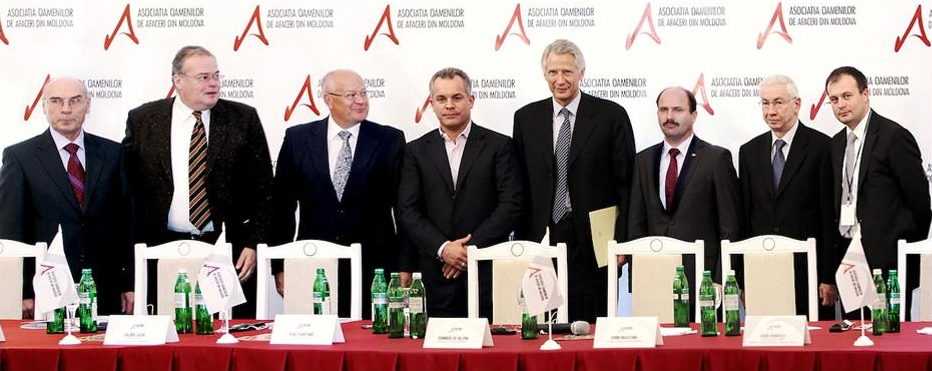
Il lancio dell' Associazione delle persone d'affari della Moldavia

Prima del suo ingresso in politica con il Partito Democratico della Moldavia, il 26 luglio 2010, Vladimir Plahotniuc ha fondato l’Associazione delle persone d'affari della Moldavia. Due mesi più tardi ha inaugurato ufficialmente le attività dell’associazione con un vertice economico internazionale, al quale ha partecipato come ospite Dominique de Villepin, politico e scrittore francese ed ex Vice Ministro degli Affari Esteri nel governo francese. Tra i partecipanti figuravano Vladimir Plahotniuc, in qualità di Capo del Consiglio MBPA, il Direttore Generale del MBPA Andrian Candu, il Vice Primo Ministro e Ministro dell'Economia e del Commercio Valeriu Lazăr, il Governatore della Banca Nazionale della Moldavia Dorin Drăguțanu e numerosi altri ospiti d’onore.
Su iniziativa di Vladimir Plahotniuc, l’Associazione delle persone d'affari della Moldavia ha avviato una collaborazione con l’Accademia delle Scienze della Moldavia, riconoscendo la necessità di sostenere la ricerca attraverso il contributo del mondo imprenditoriale. Il 25 ottobre 2010, in occasione di un evento celebrativo, l’Associazione delle persone d'affari della Moldavia ha conferito un diploma ai cento migliori manager della Moldavia.

### Fondazione Edelweiss
Vladimir Plahotniuc è anche conosciuto come fondatore della Fondazione Vlad Plahotniuc "EDELWEISS", impegnata nell'implementazione di vari progetti sociali in Moldavia.
Fondata nel 2010, la fondazione ha avviato diversi progetti culturali, donazioni di libri, concerti di musica ed eventi artistici, ha supportato personaggi dello sport moldavi, ha fornito supporto finanziario a persone bisognose di cure mediche, inoltre, le vittime dell'inondazione del fiume Prut nell'estate 2010 hanno ricevuto aiuti finanziari e beni di prima necessità. Analogamente, i bisognosi in tutto il Paese hanno beneficiato dello stesso tipo di assistenza e supporto.
Nel 2014, Edelweiss ha avviato una campagna sociale su scala nazionale, chiamata "Rivivi Moldavia". Ha iniziato a supportare e incoraggiare le madri dei neonati offrendo loro regali su misura, come l'assistenza all'infanzia e altre cose importanti di cui le madri potrebbero aver bisogno. La campagna fu lanciata nel luglio 2016 all'Istituto Madre e Figlio di Chișinău e fu estesa nel 2017 a tre altri istituti materni: gli ospedali materni di Nisporeni, Cahul and Edineț. La campagna raggiunse presto il suo obiettivo: raccogliere 1 milione di euro per i lavori di ricostruzione e rinnovare l'assortimento medico dell'Istituto Madre e Figlio di Chișinău.
Inoltre, Edelweiss ha destinato molte risorse allo sviluppo dei parchi gioco per bambini e ha investito significativamente nelle aree rurali. Nell’ambito del progetto Parchi Edelweiss, sono stati realizzati oltre 40 parchi gioco sicuri e moderni in diverse località del paese.
Nel 2017 Edelweiss ha avviato il progetto “Rispetto per i Seniors” in collaborazione con l’ambasciatore austriaco e l’Associazione di Istruzione “Neoumanista”. Il progetto mira a migliorare gli standard di vita di 40 anziani nel Distretto di Strășeni, fornendo loro servizi sociali e assistenza medica a domicilio.
Nel 2017 la Fondazione ha avviato un progetto rivolto agli studenti delle scuole superiori della Repubblica di Moldavia, con l’obiettivo di arricchire l’offerta formativa e di sostenere gli studenti meritevoli, offrendo loro 100 borse di studio mensili durante l’anno scolastico 2017-2018.
Nel 2016 la Fondazione è stata ufficialmente rinominata «Fundația lui Vlad Plahotniuc "EDELWEISS"» (Fondazione di Vlad Plahotniuc "EDELWEISS").

## Controversie

### Accusa dall'Interpol di legami con la Mafia Russa
L’Interpol ha aperto un’indagine sul coinvolgimento di Plahotniuc nelle sue attività attraverso l’Europa Occidentale a partire dal 2007, e si ritiene che sia genericamente collegato a una delle più grandi mafie russe, la Fratellanza Solntsevskaya. Plahotniuc nega qualsiasi coinvolgimento. La polizia italiana ha indagato su Plahotniuc per riciclaggio di denaro. Plahotniuc afferma di non avere alcun legame con la scomparsa di denaro. Mihail Gofman sostiene che milioni di dollari siano stati riciclati tramite banche russe e società di vendita offshore intestate a nome di Ilan Shor.

### Accusa di omicidio
Secondo il quotidiano Kommersant, Plahotniuc è stato accusato da un sicario di aver organizzato l’assassinio del banchiere russo German Gorbuntsov a Londra. Quest’ultimo nega le accuse rilasciate dal killer Vitalie Proca e sostiene che esistono molte prove che indicano come responsabile Renato Usatîi. Questa accusa si aggiunge a una vicenda precedente: Plahotniuc era stato a lungo sospettato di avere legami con l’organizzazione del tentato omicidio del banchiere German Gorbuntsov. Il sicario Vitaliy Proca (talvolta scritto Proka) è stato estradato nel 2013 dalle autorità russe a quelle romene per un omicidio premeditato distinto, a seguito di negoziazioni tramite Interpol. Proca aveva precedentemente accusato Plahotniuc di aver organizzato l’omicidio. Subito dopo tali dichiarazioni, la moglie e il cognato di Proca furono arrestati; sua moglie ha riferito alla stampa che rappresentanti di Plahotniuc le avrebbero offerto un patto per la loro liberazione, a condizione che Proca mantenesse il silenzio.

### Accuse di traffico di donne
Plahotniuc è stato ampiamente accusato di sfruttamento della prostituzione. Sebbene queste accuse non siano mai state provate in sede giudiziaria, interviste con funzionari hanno rivelato che "negli anni '90 era proprietario di una sauna dove forniva giovani prostitute a uomini d’affari e diplomatici; Plahotniuc conservava una collezione di video usata per ricattare persone e costringerle a patteggiare". Il New York Times riporta che "è stato accusato dai suoi avversari negli anni di molteplici crimini, come il traffico umano, ma mai formalmente condannato".

### Molteplici passaporti con nomi diversi
Agli inizi del 2011, poco dopo la sua elezione in Parlamento, il giornale romeno "Adevărul" rivelò che Plahotniuc possedeva la cittadinanza romena, essendosi registrato con il nome di Vlad Ulinici, e in precedenza come Vladimir Ulinici. Ha giustificato tale scelta affermando di voler proteggere i suoi figli dalla discriminazione durante i loro studi in Romania. Successivamente, annunciò di aver richiesto che il suo cognome fosse modificato in Plahotniuc anche nei suoi documenti romeni. Per l’uso della falsa identità, Plahotniuc è stato oggetto di procedimento penale in Romania tre anni dopo la rivelazione della sua doppia identità Ulinici/Plahotniuc da parte del giornale "Adevărul Moldova". Dalla sentenza del procuratore, che dispose la sospensione del caso, risulta che Plahotniuc non ha subito responsabilità penale in Romania perché, nella Repubblica di Moldavia, l’uso di una falsa identità non costituisce reato.

### Accusa di frode dalla Banca Centrale
Plahotniuc è stato indicato come figura centrale nella frode di oltre un miliardo di dollari ai danni della Banca Centrale di Moldavia. Questa accusa è stata rilanciata dal vice direttore dell'agenzia anti-riciclaggio in Moldavia, Mihail Gofman. Il principale ideatore, secondo il rapporto di Kroll, è Ilan Shor, cittadino moldo-israeliano, che gestiva uno schema complesso per defraudare tre banche sotto il suo controllo: Unibank, Banca Socială e Banca de Economii. Furono avviate le indagini e alcuni presunti responsabili furono arrestati, incluso il vice primo ministro Vlad Filat. Tuttavia, dopo due anni, è stato recuperato solo 1 miliardo di 14 miliardi di lei.
Vladimir Plahotniuc ha ricoperto il ruolo di Segretario di Victoriabank, una delle banche leader in Moldavia fino a gennaio 2011. Tra il 2004 e il 2007 è stato partner di fatto di Viorel e Victor Țopa, con i quali ha ottenuto il controllo della banca Victoriabank e del canale televisivo Prime TV. Nel settembre 2010, Victor e Viorel Țopa inviarono un memorandum a numerose istituzioni nazionali e internazionali (17), accusando Plahotniuc di attacchi raider tra luglio e agosto 2011 su quattro banche e sulla compagnia di assicurazioni ASITO. L’ex presidente di Victoriabank, Victor Ţurcan, dichiarò in seguito che i veri responsabili delle frodi legate a Victoriabank erano Victor e Viorel Ţopa, e che avevano manipolato l’opinione pubblica con false accuse. Successivamente, fu aperto un procedimento penale contro i fratelli Țopa, che si rifugiarono in Germania denunciando Plahotniuc per persecuzione politica. L'8 marzo 2017, Plahotniuc pubblicò sulla sua pagina Facebook la sentenza della Corte di Amsterdam, che confermava l’infondatezza delle accuse dei Țopa sull’"attacco raider" a Victoriabank.
Secondo i media, Plahotniuc avrebbe finanziato il Partito Comunista fino al 2009, per poi sostenere il Partito Democratico a partire dal 2010.
Secondo l’esperto di politica moldavo Bogdan Țîrdea, Plahotniuc avrebbe sfruttato la sua posizione di direttore generale presso la Petrom Moldova per instaurare un rapporto con l’allora presidente Vladimir Voronin e favorire così la sua carriera imprenditoriale. Plahotniuc ha però sempre negato di avere rapporti stretti con Voronin.
Nell’estate del 2008, Plahotniuc fu soprannominato "l’Abramovich di Moldavia" e, dopo le dimissioni di Vasile Tarlev da Primo Ministro, fu considerato vicino a ricoprire tale carica.
Vlad Plahotniuc possedeva un patrimonio di 300 milioni di dollari, secondo la classifica delle persone più ricche pubblicata dalla rivista ucraina di affari Delo nell’agosto 2010. Questo capitale derivava principalmente dalle sue attività in Victoriabank e Petrom Moldova, dove ha ricoperto i ruoli di segretario del Consiglio di Amministrazione e direttore generale. All’epoca, fu sospettato di essere un agente del Serviciul de Informații Externe (SIE).
Sebbene il suo nome non sia mai apparso nei documenti ufficiali, circolava la diceria che Plahotniuc fosse proprietario dell’hotel più lussuoso di Chișinău, il “Nobil”. Si diceva inoltre che possedesse anche l’hotel “Codru”, la compagnia assicurativa “Asito” e il night club “Drive”. Attualmente, l’hotel Codru è di proprietà di Agroindbank Moldavia, e si prevede che l’edificio diventerà la sede centrale della banca stessa.
Nell’agosto 2010 Plahotniuc dichiarò: «Non sono coinvolto in politica. Non sono interessato a guidare una lista di partito.» Tuttavia, pochi mesi dopo divenne membro del Parlamento della Moldavia tra le fila del Partito Democratico della Moldavia (PDM).
Plahotniuc è considerato un oligarca in Moldavia, ed è stato soprannominato “Il Burattinaio” (romeno: Păpușarul), in quanto accusato di traffico di influenze sull’intera classe politica moldava.
Nel giugno 2015, Ion Sturza, allora vice Primo Ministro della Moldavia, dichiarò durante un talk show che «[…] la Repubblica di Moldavia è uno stato prigioniero, ed è controllato da Plahotniuc […]».
Nell’ottobre 2015, Petru Bogatu, editorialista indipendente moldavo, pubblicò una dura critica nei confronti di Plahotniuc, affermando che «ha usurpato l’amministrazione centrale del paese», e che «ha subordinato a sé procuratori e giudici, soggiogando così le istituzioni costituzionali del paese. Di conseguenza, ha trasformato lo Stato in una società privata e la giustizia in una Gestapo per intimidire e seppellire i suoi avversari politici».
Basandosi su varie indagini e sondaggi, per molti anni Vladimir Plahotniuc è stato il politico moldavo con il più alto tasso di impopolarità, raggiungendo livelli di sfiducia tra i cittadini anche del -87%.
Plahotniuc è noto come figura politica chiave che preferisce non apparire in pubblico, evitando dibattiti pubblici diretti con altri politici, e evitando inoltre di concedere interviste ai media indipendenti o di opposizione, nonostante abbia partecipato a due trasmissioni biografiche nei suoi canali TV: "Seara târziu" (con Dorin Scobioală su Prime TV nel 2010, sua prima apparizione televisiva) e "O zi" (con Cristian Tabără su Publika TV nel 2016).
Plahotniuc è stato inoltre accusato di violare la legge moldava sul monopolio dei media. Sebbene la proprietà mediatica sia complessa da definire in Moldavia, l'organizzazione di monitoraggio AO Apollo ha individuato già nel 2012 evidenze che indicano come Plahotniuc controlli tre dei sei principali canali televisivi nazionali e due stazioni radio. L'associazione ha chiesto al regolatore dei media di revocare alcune licenze e di imporre sanzioni, senza però ottenere risposta.
Successivamente, attraverso una dichiarazione ufficiale del Corpo Generale Media Group, è stato reso noto che i canali TV Publika TV, Prime TV, Canal 2 e Canal 3, così come le stazioni radio Publika FM, Maestro FM e MUZ FM (ex Prime FM), sono di fatto sotto la proprietà unica di Vladimir Plahotniuc. Questo assetto mediatico rappresenta una concentrazione di potere che viola le norme anti-monopolio vigenti.
Agli inizi di maggio 2016, Plahotniuc si è recato in visita ufficiale a Washington, dove ha partecipato a un evento dell’Atlantic Council e ha incontrato l’assistente segretario di Stato degli Stati Uniti, Victoria Nuland, presso il Dipartimento di Stato degli Stati Uniti. Pur non essendo ufficialmente incaricato dal governo, secondo un comunicato stampa del Partito Democratico della Moldavia, Plahotniuc è andato in visita come “Coordinatore Esecutivo del Consiglio della coalizione di Governo”. Tuttavia, questa funzione era sconosciuta ai media locali e a diversi parlamentari della coalizione di governo. Interpellato da alcuni media, l’ambasciatore statunitense in Moldavia, James Pettit, ha confermato che Plahotniuc faceva formalmente parte della delegazione, ma non era a conoscenza di ulteriori dettagli sul suo ruolo preciso.
Plahotniuc è stato indicato come figura centrale nello scandalo di frode bancaria in Moldavia, che ha comportato una sottrazione di oltre un miliardo di dollari dalla Banca Centrale di Moldavia. Questa accusa è stata rilanciata dal vice direttore dell’agenzia antifrode contro il riciclaggio di denaro in Moldavia, Mihail Gofman. Tuttavia, dal 2014 è avvenuto un vero e proprio “miracolo”: l’Unione Europea e altri partner internazionali hanno interrotto gli aiuti economici, fondamentali per il sostegno alle nazioni più povere d’Europa. In seguito, è stato instaurato un nuovo governo che, sotto forti pressioni, è riuscito a ridurre il debito pubblico in tempi molto rapidi. Sono state avviate indagini approfondite, arrestati i responsabili della frode — incluso l’ex primo ministro — ed emesse sentenze importanti.
Nel contesto delle proteste in Moldavia tra il 2015 e il 2016, il Centro di affari Globale (Global Business Center), fondo delle aziende riconducibili a Plahotniuc, è stato oggetto di contestazioni da parte dei manifestanti che si radunavano per strada.
Nel gennaio 2016, dopo che la maggioranza parlamentare aveva nominato Plahotniuc come candidato alla carica di primo ministro, la proposta fu subito respinta dal presidente Nicolae Timofti, che motivò il rifiuto con ragioni di integrità etica.
In risposta a questa nomina controversa, a Chișinău si formarono due raduni contrapposti: uno a favore di Plahotniuc e uno contrario. Il giorno successivo, le proteste continuarono con circa diecimila persone che manifestarono nel centro della città contro la sua candidatura.
Il 7 aprile 2017, il capo della Polizia ucraina, Serhij Knjazjev, e il Ministro degli Interni dell'Ucraina, Arsen Avakov, hanno annunciato di aver sventato un tentativo di omicidio ai danni del politico Vlad Plahotniuc. Le autorità avevano arrestato 8 persone in Moldavia e 9 in Ucraina. Le autorità ucraine scoprirono legami tra i presunti assassini e le forze speciali della Federazione Russa. L'8 aprile, secondo un comunicato stampa del Servizio di Guardia del Consiglio di Stato dell'Ucraina, il piano sarebbe stato coordinato da agenti dei servizi segreti russi. Lo stesso giorno, in una conferenza stampa congiunta della polizia moldava e dei procuratori, fu dichiarato che il crimine era stato commissionato da due cittadini moldavi, uno dei quali era a capo di un gruppo criminale con sede in Russia. Tuttavia, alcuni analisti politici intervistati da Jurnal TV, canale d'opposizione, hanno sostenuto che questi eventi fossero parte di una guerra ibrida. I principali oppositori politici di Plahotniuc, come Maia Sandu, Andrei Năstase e Renato Usatîi, appresero solo sporadicamente le notizie sul tentato omicidio. Usatîi, così come il parlamentare socialista moldavo Bogdan Țîrdea, hanno ritenuto esagerato il numero di 17 persone coinvolte nel presunto complotto. Il 27 aprile 2017, in conferenza stampa, i procuratori moldavi dichiararono che Grigore Caramalac (anche noto come Karamalak, alias "Bulgaru"), era uno dei mandanti dell’omicidio di Plahotniuc. Il secondo sospetto era un detenuto in una prigione moldava.
Dal 2017, Plahotniuc è noto per esercitare un controllo esteso sul governo, sull'apparato giudiziario, sul sistema dei procuratori e sugli organi anticorruzione, attraverso il Partito Democratico, partiti considerati suoi "vassalli" e figure chiave poste alla guida delle istituzioni moldave, pur non ricoprendo ufficialmente alcuna carica politica.
Il 21 settembre 2017, la segretaria del Partito di Azione e Solidarietà Maia Sandu ha presentato all'Ufficio del Procuratore Generale della Repubblica di Moldova una denuncia penale contro Vladimir Plahotniuc, accusandolo di usurpazione del potere statale mediante la presa di controllo dei poteri pubblici attraverso estorsione e corruzione. L'11 ottobre 2017, il leader del Partito Liberale Mihai Ghimpu ha ripreso alcune di queste accuse presso l'Assemblea parlamentare del Consiglio d'Europa, sostenendo che Plahotniuc controlla la giustizia in Moldavia e la utilizza per intimidire gli oppositori politici.
Il 30 novembre 2017, un tribunale di Mosca ha emesso un mandato di arresto nei confronti di Plahotniuc, accusandolo di tentato omicidio. Inoltre, Plahotniuc è stato inserito nella lista dei ricercati internazionali dalla Russia.
il 22 luglio 2025, la polizia greca ha annunciato del suo arresto. Fonti della polizia hanno parlato di come sia stato catturato mentre tentatva di imbarcarsi dall'aeroporto internazionale di Atene alla volta di Dubai.

## Vita privata
Vlad Plahotniuc è sposato con Oxana (nata Childescu), dalla quale ha avuto due figli: Timofei e Inochentie. Oxana è figlia dello scultore e pittore moldavo Emil Childescu.

## Onorificenze
Il 29 agosto 2007, Vlad Plahotniuc è stato insignito dell'Ordine della gloria del lavoro dal presidente della Repubblica della Moldavia Vladimir Voronin "per il contributo alla ricostruzione del Complesso dei monasteri Curchi e per i meriti nella conservazione e diffusione del patrimonio storico-culturale”. Il 24 luglio 2014 il presidente Nicolae Timofti gli ha conferito l’Ordine della Repubblica "per il valido apporto all’adempimento dell’obiettivo primario della politica estera della Repubblica di Moldova, ossia l'associazione politica e l'integrazione economica con l'Unione europea”.